# PALT
PALT (Passenger And Luggage Together) — совместное предприятие компаний Ikarus, Automotive Research Institute и Csepel. Основано в конце 1970-х годов. Суть предприятия заключалась в перевозке пассажиров аэропорта с багажом от самолёта до терминала аэропорта, а позже — в отель или другое место размещения, а затем обратно к самолёту таким же образом, на некоторое время. Также предприятие называлось UPEM (Passenger and Luggage Moving Together). План возник в связи с постройкой терминала 2 аэропорта имени Ференца Листа. Цель состояла в том, чтобы ускорить поток пассажиров и их багажа, что позволило бы сэкономить более дорогостоящую транспортную и погрузочную инфраструктуру. В связи с этим, фирма Ikarus выпустила несколько опытных автобусов. План был бы аналогичен транспортной системе Вашингтонского аэропорта имени Даллеса и других зарубежных аэропортов.

## История
Первым автобусом, выпущенным компанией PALT, стал четырёхосный Ikarus 692.01, представленный в 1982 году. Объём багажного отделения внизу составлял 30 м3. Характерной особенностью автобуса являлся откидной посадочный мостик. Многосекционная конструкция, расположенная в шахматном порядке, функционировала как лестница, поднявшись по которой, пассажиры могли попасть в самолёт через вогнутые фланцевые ворота в конце мостика, вписывающиеся в фюзеляж, или покинуть его таким же образом при посадке в автобус. Место водителя низкое, под откинутым мостом, который сзади был образован вровень с пассажирским салоном. Багаж перевозился в багажное отделение через задние двери автобуса в U-образных контейнерах. Автобус оснащён рядным шестицилиндровым дизельным двигателем Rába-MAN D2356 HM6U мощностью 220 л. с.
Два года спустя, в 1984 году, был представлен следующий автобус PALT, который ориентирован уже на дорожное движение и способен перевозить пассажиров вплоть до отеля. Такой тип транспортного средства, получивший название Ikarus 695, представляет собой 18-метровый двухэтажный сочленённый автобус высотой почти 4 метра. Одновременно выпускалось два экземпляра: 695.01 (однодверный) и 695.02 (двухдверный). 695 был гораздо более показательным для своей связи с семейством автобусов Ikarus 200, которое было распространённым в то время, так как автобус базировался на своём сочленённом типе, и по внешнему виду он мог выглядеть как надземная версия обычных городских и междугородних сочлёненных Ikarus 200, за исключением того, что вместо трёх или четырёх дверей у 695.01 была планетарная дверь в середине первой секции. У 695.02, в свою очередь, две двери (вторая дверь расположена в самом хвосте). Вместо двух комплектов задних фонарей имеются четыре комплекта кубических задних фонарей. Автобусы Ikarus 695 имеют посадочный трап, аналогичный Ikarus 692, но без профильного фланца. Вместо этого с обеих сторон моста расположены перила. За счёт конструкции также имеется низкая кабина водителя. В разное время автобус приводился в движение двигателями Rába-MAN D2356, HM6U или Steyr.
В 1985 году был представлен автобус Ikarus APRON 692.03, который, в отличие от 692.01, не имел мест для хранений багажа, так как позиционировался, как служебный автобус. Как и 692.01, 692.03 имел четыре управляемые оси, что придавало ему отличную манёвренность.
Компания PALT была ликвидирована в 1986 году из-за возникших трудностей, и автобусы так и не поступили в серийное производство. В 2020 году Ikarus 695.02 был передан Аэропарку.